# Carolwood Pacific Railroad
| Carolwood Pacific Railroad                                                                                             | Carolwood Pacific Railroad |
| --- | -------------------------- |
| Lilly Belle in der Disneyland Main Station, 1993. Den hölzernen Aufbau der Caboose hat Walt Disney selbst hergestellt. |                            |
| Streckenverlaufsplan                                                                                                   |                            |
| Spurweite: | 184 mm                     |
| |                            |

Die Carolwood Pacific Railroad war eine Begriff Echtdampf (Live Steam)-Gartenbahn mit der Spurweite von 7¼ Zoll (184 mm), die Walt Disney ab 15. Mai 1950 im Garten seiner Villa in Los Angeles in Kalifornien betrieb.

## Geschichte
Walt Disney zog 1949 mit seiner Familie in ein Haus im 355 N. Carolwood Drive in den Holmby Hills von Los Angeles um. Nachdem er bereits eine große Lionel-Gartenbahn in dem Raum neben seinem Büro in seinem Studio aufgebaut hatte, entschloss er sich, auch im Garten seines Hauses eine 800 m lange Modellbahn im Maßstab 1:8 zu errichten. Dazu wurde er von seinen Trickfilm Animatoren Ward Kimball und Ollie Johnston inspiriert, die bereits Backyard Railroad Gartenbahnen auf ihren Grundstücken betrieben. Sein lebenslanges Interesse an Eisenbahnen wurde aber bereits zuvor durch die Erinnerung an die Sommeraufenthalte bei seinem Onkel Michael Martin geweckt, der ein Lokführer in Missouri war.
Die von Walt Disney gebaute 4-4-0 Dampflok Nr. 173 hieß zu Ehren seiner Frau Lilly Belle. Disney hatte viel Spaß daran, mit seinen Töchtern und deren Freunden auf den Wagen der Modelleisenbahn seine Runden im Garten zu drehen. Das inspirierte ihn dazu, 1955 in dem familienfreundlichen Vergnügungspark Disneyland in Anaheim, Kalifornien eine Schmalspurbahn in Betrieb zu nehmen.
Seine Frau Lillian Disney unterstützte das Hobby ihres Mannes, verbot ihm aber, die Strecke durch ihre Blumenbeete zu verlegen, so dass Disney diese mit einem 27 m langen S-förmigen Tunnel unterqueren musste. Als das Grundstück 2015 für 90 Mio. $ zum Verkauf angeboten wurde, war der Eisenbahntunnel noch an Ort und Stelle vorhanden.
Als die Gleise auf dem Grundstück abgebaut wurden, wurden sie den Los Angeles Live Steamers vermacht, die sie als Disney Loop auf ihrem Gelände in Griffith Park installierten. Die Dampflok Lilly Belle und eine Caboose wurden für viele Jahre in der Main Street Station von Disneyland ausgestellt.